# Liga de Campeones de la AFC 2016
La Liga de Campeones de la AFC 2016 fue la 35.ª edición del torneo de clubes más importante de Asia, organizado por la Confederación Asiática de Fútbol (AFC), y la edición 14.ª en el marco del actual título de la Liga de Campeones de la AFC. El ganador se clasificó para la Copa Mundial de Clubes de la FIFA 2016.

## Asignación de equipo de la Asociación
El Comité de Competiciones de la AFC propuso una renovación de las competiciones de clubes de la AFC el 25 de enero de 2014, que fue ratificado por el Comité Ejecutivo de la AFC el 16 de abril de 2014. Las asociaciones miembros se clasifican en función de su selección nacional y el rendimiento de los clubes en los últimos cuatro años en las competiciones de la AFC, con la asignación de los cupos para las ediciones 2015 y 2016 de las competiciones de clubes de la AFC determinados por el ranking 2014:
Las 24 mejores asociaciones miembro del ranking de la AFC son elegibles para recibir cupos directos en la Liga de Campeones de la AFC, siempre y cuando cumplan con los criterios de Campeones de la AFC.
Tanto en las zonas este y oeste, tienen un total de 12 puestos directos en la fase de grupos, con los cuatro restantes cupos repartidos para los equipos que provienen de los play-offs.
Las seis principales Asociaciones miembro, tanto en las zonas este y como oeste, reciben cupos directos en la fase de grupos, mientras que las restantes Asociaciones miembro obtienen cupos para los play-off:
- El primer, segundo y tercer clasificado del ranking consiguen tres cupos directos y un cupo al play-off.
- El cuarto clasificado del ranking consiguen dos cupos directos y dos cupos a los de play-off.
- El quinto clasificado obtiene un cupo directo y dos cupos a los play-off.
- El sexto clasificado obtiene un cupo directo y un cupo a los play-off.
- Del séptimo al duodécimo del ranking obtienen un cupo en los play-off.

El número máximo de cupos para cada miembro es un tercio del número total de clubes de su primera división (por ejemplo, La A-League sólo puede obtener un máximo de tres cupos totales ya que sólo hay nueve clubes con sede en Australia).
El Comité de Competiciones de la AFC finalizó la asignación de cupos para las ediciones de la Liga de Campeones de la AFC 2015 y 2016 sobre la base de los criterios, incluyendo el ranking MA de la AFC y la implementación de las regulaciones de licencias club, el 28 de noviembre de 2014.
| Zona Oeste Asiático | Zona Oeste Asiático | Zona Oeste Asiático    | Zona Oeste Asiático | Zona Oeste Asiático  | Zona Oeste Asiático  | Zona Oeste Asiático  | Zona Oeste Asiático  | Zona Oeste Asiático | Zona Oeste Asiático | Zona Oeste Asiático |
| Ranking             | Ranking             | Asociación             | Puntos              | AFC Champions League | AFC Champions League | AFC Champions League | AFC Champions League | AFC Cup             | AFC Cup             | AFC Cup             |
| Asia                | Zona                | Asociación             | Puntos              | Fase de Grupos       | Ronda de Play-Off    | 2°Ronda Previa       | 1°Ronda Previa       | Fase de Grupos      | Ronda de Play-Off   | Ronda Previa        |
| ------------------- | ------------------- | ---------------------- | ------------------- | -------------------- | -------------------- | -------------------- | -------------------- | ------------------- | ------------------- | ------------------- |
| 2                   | 1                   | Arabia Saudíta         | 88.268              | 3                    | 1                    |                      |                      |                     |                     |                     |
| 3                   | 2                   | Irán                   | 80.794              | 3                    | 1                    |                      |                      |                     |                     |                     |
| 5                   | 3                   | Uzbekistán             | 62.272              | 3                    | 1                    |                      |                      |                     |                     |                     |
| 7                   | 4                   | Emiratos Árabes Unidos | 57.792              | 2                    | 2                    |                      |                      |                     |                     |                     |
| 9                   | 5                   | Catar                  | 56.102              | 1                    | 2                    |                      |                      |                     |                     |                     |
| 10                  | 6                   | Irak                   | 47.106              |                      |                      |                      |                      | 2                   |                     |                     |
| 11                  | 7                   | Kuwait                 | 45.225              |                      |                      |                      |                      | x                   |                     |                     |
| 12                  | 8                   | Jordania               | 44.309              |                      | (1)                  |                      |                      | 2                   |                     |                     |
| 14                  | 9                   | Omán                   | 30.586              |                      |                      |                      |                      | 2                   |                     |                     |
| 16                  | 10                  | Baréin                 | 25.547              |                      |                      |                      |                      | 1                   | 1                   |                     |
| 17                  | 11                  | Líbano                 | 25.488              |                      |                      |                      |                      | 1                   | 1                   |                     |
| 19                  | 12                  | Siria                  | 22.883              |                      |                      |                      |                      | 1                   | 1                   |                     |
| 25                  | 13                  | Palestina              | 15.911              |                      |                      |                      |                      | 1                   | 1                   |                     |
| 28                  | 14                  | Tayikistán             | 11.761              |                      |                      |                      |                      | 1                   | 1                   |                     |
| 29                  | 15                  | Afganistán             | 11.464              |                      |                      |                      |                      |                     |                     | 0                   |
| 30                  | 16                  | Turkmenistán           | 10.554              |                      |                      |                      |                      | 1                   | 1                   |                     |
| 32                  | 17                  | Kirguistán             | 8.761               |                      |                      |                      |                      |                     | 1                   | 1                   |
| 35                  | 18                  | Yemen                  | 5.249               |                      |                      |                      |                      |                     |                     | 0                   |
| 36                  | 19                  | Sri Lanka              | 4.071               |                      |                      |                      |                      |                     |                     | 0                   |
| 37                  | 20                  | Bangladés              | 3.643               |                      |                      |                      |                      |                     |                     | 1                   |
| 38                  | 21                  | Nepal                  | 3.268               |                      |                      |                      |                      |                     |                     | 0                   |
| 39                  | 22                  | Pakistán               | 2.732               |                      |                      |                      |                      |                     |                     | 1                   |
| 46                  | 23                  | Bután                  | 0.000               |                      |                      |                      |                      |                     |                     | 1                   |
| Total Participantes | Total Participantes | Total Participantes    | Total Participantes | 12                   | 8                    | 0                    | 0                    | 12                  | 7                   | 4                   |
| Total Participantes | Total Participantes | Total Participantes    | Total Participantes | 20                   | 20                   | 20                   | 20                   | 22                  | 22                  | 22                  |

- Kuwait fue suspendido por la FIFA y no tuvo participación en torneos AFC
- Irak, Omán, Baréin, Líbano y Siria tenían cupos para la Liga de Campeones de la AFC pero no tuvieron las licencias requeridas
- El cupo de Bangladés de la Copa AFC fue trasladado a la Zona Este debido a lo poca cantidad de clubes en esa zona
- Afganistán, Yemen, Sri Lanka y Nepal eran elegibles para la Copa AFC pero desistieron su participación
- Bangladés y Bután geográficamente pertenece a la Zona Este

| Zona Este Asiático  | Zona Este Asiático  | Zona Este Asiático  | Zona Este Asiático  | Zona Este Asiático   | Zona Este Asiático   | Zona Este Asiático   | Zona Este Asiático   | Zona Este Asiático | Zona Este Asiático | Zona Este Asiático |
| Ranking             | Ranking             | Asociación          | Puntos              | AFC Champions League | AFC Champions League | AFC Champions League | AFC Champions League | AFC Cup            | AFC Cup            | AFC Cup            |
| Asia                | Zona                | Asociación          | Puntos              | Fase de Grupos       | Ronda de Play-Off    | 2°Ronda Previa       | 1°Ronda Previa       | Fase de Grupos     | Ronda de Play-Off  | Ronda Previa       |
| ------------------- | ------------------- | ------------------- | ------------------- | -------------------- | -------------------- | -------------------- | -------------------- | ------------------ | ------------------ | ------------------ |
| 1                   | 1                   | República de Corea  | 94.866              | 3                    | 1                    |                      |                      |                    |                    |                    |
| 4                   | 2                   | Japón               | 77.107              | 3                    | 1                    |                      |                      |                    |                    |                    |
| 6                   | 3                   | Australia           | 57.940              | 2                    | 1                    |                      |                      |                    |                    |                    |
| 8                   | 4                   | China               | 57.660              | 2                    | 1                    | 1                    |                      |                    |                    |                    |
| 13                  | 5                   | Tailandia           | 33.049              | 1                    |                      | 2                    |                      |                    |                    |                    |
| 15                  | 6                   | Vietnam             | 27.753              | 1                    |                      | 1                    |                      |                    |                    |                    |
| 18                  | 7                   | Indonesia           | 25.004              |                      |                      |                      |                      | x                  |                    |                    |
| 20                  | 8                   | Hong Kong           | 20.077              |                      |                      | (1)                  |                      | 2                  |                    |                    |
| 21                  | 9                   | Birmania            | 18.282              |                      |                      | (1)                  |                      | 2                  |                    |                    |
| 22                  | 10                  | Malasia             | 18.153              |                      |                      | (1)                  |                      | 2                  |                    |                    |
| 23                  | 11                  | India               | 16.756              |                      |                      |                      | (1)                  | 2                  |                    |                    |
| 24                  | 12                  | Singapur            | 16.097              |                      |                      |                      | (1)                  | 2                  |                    |                    |
| 26                  | 13                  | Maldivas            | 15.884              |                      |                      |                      |                      | 2                  |                    |                    |
| 27                  | 14                  | Filipinas           | 12.268              |                      |                      |                      |                      | 2                  |                    |                    |
| 31                  | 15                  | RPD Corea           | 9.000               |                      |                      |                      |                      |                    |                    | 0                  |
| 33                  | 16                  | Laos                | 7.554               |                      |                      |                      |                      | 1                  |                    |                    |
| 34                  | 17                  | Guam                | 5.946               |                      |                      |                      |                      |                    |                    | 0                  |
| 39                  | 18                  | Timor Oriental      | 2.732               |                      |                      |                      |                      |                    |                    | 0                  |
| 41                  | 19                  | Macao               | 2.625               |                      |                      |                      |                      |                    |                    | 1                  |
| 42                  | 20                  | Camboya             | 2.464               |                      |                      |                      |                      |                    |                    | 0                  |
| 43                  | 21                  | Taiwán              | 2.089               |                      |                      |                      |                      |                    |                    | 0                  |
| 44                  | 22                  | Mongolia            | 1.554               |                      |                      |                      |                      |                    |                    | 1                  |
| 45                  | 23                  | Brunéi Darussalam   | 0.804               |                      |                      |                      |                      |                    |                    | 0                  |
| Total Participantes | Total Participantes | Total Participantes | Total Participantes | 12                   | 4                    | 7                    | 2                    | 15                 | 0                  | 2                  |
| Total Participantes | Total Participantes | Total Participantes | Total Participantes | 25                   | 25                   | 25                   | 25                   | 17                 | 17                 | 17                 |

- Indonesia fue suspendido por la FIFA y no tuvo participación en torneos AFC
- RPD Corea, Guam, Timor Oriental, Camboya, Taiwán y Brunéi Darussalam eran elegibles para la Copa AFC pero desistieron su participación
- India y Maldivas geográficamente pertenece a la Zona Oeste

## Equipos
En la siguiente tabla, el número de apariciones (Aps) y última aparición (Ult Apa) cuentan sólo aquellas participaciones desde la temporada 2002-03 (incluyendo rondas de clasificación), cuando la competencia se marcó el inicio de la Liga de Campeones de la AFC.

### Zona Oeste
| Equipo                                      | Método de calificación                                                                                      | Aps.                        | Ult. Apa.                   |
| Fase de grupos (Grupos A–D)                 | Fase de grupos (Grupos A–D)                                                                                 | Fase de grupos (Grupos A–D) | Fase de grupos (Grupos A–D) |
| ------------------------------------------- | --- | --------------------------- | --------------------------- |
| Al-Nassr                                    | Campeón de la Primera División de Arabia Saudita 2014/15                                                    | 3.ª                         | 2015                        |
| Al-Hilal                                    | Ganador de la Copa del Rey de Campeones 2014-15 3.er lugar de la Primera División de Arabia Saudita 2014/15 | 12.ª                        | 2015                        |
| Al-Ahli                                     | Subcampeón de la Copa del Rey de Campeones 2014-15                                                          | 8.ª                         | 2015                        |
| Sepahan                                     | Campeón de la Iran Pro League 2014-15                                                                       | 11.ª                        | 2014                        |
| Zob Ahan                                    | Ganador de la Copa Hazfi 2014-15                                                                            | 5.ª                         | 2012                        |
| Tractor Sazi                                | Subcampeón de la Iran Pro League 2014-15                                                                    | 4.ª                         | 2015                        |
| Pakhtakor Tashkent                          | Campeón de la Liga de Fútbol de Uzbekistán 2015                                                             |                             |                             |
| Nasaf Qarshi                                | Ganador de la Copa de Uzbekistán 2015                                                                       |                             |                             |
| Lokomotiv Tashkent                          | Subcampeón de la Liga de Fútbol de Uzbekistán 2015                                                          |                             |                             |
| Al Ain                                      | Campeón de la Liga Árabe del Golfo 2014-15                                                                  | 11.ª                        | 2015                        |
| Al-Nasr                                     | Ganador de la Copa Presidente de EAU 2014-15                                                                | 3.ª                         | 2013                        |
| Lekhwiya SC                                 | Campeón de la Qatar Stars League 2014-15                                                                    | 5.ª                         | 2015                        |
| Participantes de las Ronda de Clasificación | |                             |                             |
| Ronda de Play-off                           | |                             |                             |
| Al-Ittihad                                  | 4.to lugar de la Primera División de Arabia Saudita 2014/15                                                 | 10.ª                        | 2014                        |
| Naft Tehran                                 | 3.er lugar de la Iran Pro League 2014-15                                                                    | 2.ª                         | 2015                        |
| FC Bunyodkor                                | 3.er lugar de la Liga de Fútbol de Uzbekistán 2015                                                          | 9.ª                         | 2015                        |
| Al-Jazira                                   | Subcampeón de la Liga Árabe del Golfo 2014-15                                                               | 8.ª                         | 2015                        |
| Al-Shabab                                   | 3.er lugar de la Liga Árabe del Golfo 2014-15                                                               | 4.ª                         | 2013                        |
| Al Sadd                                     | Ganador de la Copa del Emir de Catar 2014-15                                                                | 11.ª                        | 2015                        |
| El-Jaish                                    | Subcampeón de la Qatar Stars League 2014-15                                                                 | 4.ª                         | 2015                        |
| Al-Wahdat                                   | Campeón de la Primera División de Jordania 2014-15                                                          | 3.ª                         | 2015                        |

### Zona Este
| Equipo                                         | Método de calificación                                                                  | Part.                                          | Últ. part.                                     |
| Entran directo a la Fase de Grupo (Grupos E-H) | Entran directo a la Fase de Grupo (Grupos E-H)                                          | Entran directo a la Fase de Grupo (Grupos E-H) | Entran directo a la Fase de Grupo (Grupos E-H) |
| ---------------------------------------------- | --------------------------------------------------------------------------------------- | ---------------------------------------------- | ---------------------------------------------- |
| Jeonbuk Hyundai Motors                         | Campeón K League Classic 2015                                                           |                                                |                                                |
| Seoul                                          | Ganador de la Korean FA Cup 2015                                                        |                                                |                                                |
| Suwon Samsung Bluewings                        | Subcampeón K League Classic 2015                                                        | 7.ª                                            | 2015                                           |
| Sanfrecce Hiroshima                            | Campeón de la J1 League 2015                                                            |                                                |                                                |
| Gamba Osaka                                    | Ganador de la Copa del Emperador 2015 Subcampeón de la J1 League 2015                   | 8.ª                                            | 2015                                           |
| Urawa Red Diamonds                             | Tercero de la J1 League 2015                                                            | 5.ª                                            | 2015                                           |
| Melbourne Victory                              | Ganador de la serie regular de la A-League 2014-15                                      | 5.ª                                            | 2015                                           |
| Sydney                                         | Ganador de la Gran final de la A-League 2014-15                                         | 3.ª                                            | 2011                                           |
| Guangzhou Evergrande                           | Campeón de la Super Liga China 2015                                                     | 5.ª                                            | 2015                                           |
| Jiangsu Sainty                                 | Campeón de la Copa FA de China 2015                                                     |                                                |                                                |
| Buriram United                                 | Campeón de la Liga Premier de Tailandia 2015                                            |                                                |                                                |
| Bình Duong                                     | Campeón de la V.League 1 2015                                                           | 3.ª                                            | 2015                                           |
| Qualifying play-off participants               |                                                                                         |                                                |                                                |
| Entran en la Ronda de Play-Off                 |                                                                                         |                                                |                                                |
| Pohang Steelers                                | 3.er lugar de la K League Classic 2015                                                  | 7.ª                                            | 2014                                           |
| FC Tokyo                                       | Cuarto lugar de la J1 League 2015                                                       |                                                |                                                |
| Adelaide United                                | Subcampeón de la temporada regular de la A-League 2014/15                               | 5.ª                                            | 2012                                           |
| Shanghai SIPG                                  | Subcampeón de la Superliga de China 2015                                                | 1.ª                                            | Ninguna                                        |
| Entran en la Ronda Preliminar 2                |                                                                                         |                                                |                                                |
| Shandong Luneng Taishan                        | 3.er lugar de la Superliga de China 2015                                                | 8.ª                                            | 2015                                           |
| Muangthong United                              | Subcampeón de la Liga Premier de Tailandia 2015 Ganador de la Copa FA de Tailandia 2015 |                                                |                                                |
| Chonburi FC                                    | Cuarto de la Liga Premier de Tailandia 2015                                             |                                                |                                                |
| Hà Nội T&T                                     | Ganador de la Copa de Vietnam 2015                                                      | 3.ª                                            | 2015                                           |
| Kitchee                                        | Campeón de la Liga Premier de Hong Kong 2014-15                                         | 2.ª                                            | 2015                                           |
| Yangon United                                  | Campeón de la Liga Nacional de Birmania 2015                                            | 1.ª                                            | Ninguna                                        |
| Johor Darul Takzim                             | Campeón de la Superliga de Malasia 2015                                                 | 2.ª                                            | 2015                                           |
| Entran en la Ronda Preliminar 1                |                                                                                         |                                                |                                                |
| Mohun Bagan                                    | Campeón de la I-League 2014-15                                                          | 1.ª                                            | Ninguna                                        |
| Tampines Rovers                                | Campeón de la S.League 2015                                                             |                                                |                                                |

## Calendario
El calendario de la competición es el siguiente (todos los emparejamientos se realizan en Kuala Lumpur, Malasia).
| Fase                        | Ronda              | Fecha      | Primer partido              | Segundo partido             |
| --------------------------- | ------------------ | ---------- | --------------------------- | --------------------------- |
| Fase preliminar             | Ronda preliminar 1 | Sin sorteo | 27 de enero de 2016         | 27 de enero de 2016         |
| Fase preliminar             | Ronda preliminar 2 | Sin sorteo | 2 de febrero de 2016        | 2 de febrero de 2016        |
| Fase de Play-off            | Ronda de Play-off  | Sin sorteo | 9 de febrero de 2016        | 9 de febrero de 2016        |
| Fase de grupo               | Juego 1            | APD        | 23–24 de febrero de 2016    | 23–24 de febrero de 2016    |
| Fase de grupo               | Juego 2            | APD        | 1–2 de marzo de 2016        | 1–2 de marzo de 2016        |
| Fase de grupo               | Juego 3            | APD        | 15–16 de marzo de 2016      | 15–16 de marzo de 2016      |
| Fase de grupo               | Juego 4            | APD        | 5–6 de abril de 2016        | 5–6 de abril de 2016        |
| Fase de grupo               | Juego 5            | APD        | 19–20 de abril de 2016      | 19–20 de abril de 2016      |
| Fase de grupo               | Juego 6            | APD        | 3–4 de mayo de 2016         | 3–4 de mayo de 2016         |
| Fase de eliminación directa | Octavos de final   | APD        | 17–18 de mayo de 2016       | 24–25 de mayo de 2016       |
| Fase de eliminación directa | Cuartos de final   | APD        | 13–14 de septiembre de 2016 | 20–21 de septiembre de 2016 |
| Fase de eliminación directa | Semifinales        | APD        | 18–19 de octubre de 2016    | 25–26 de octubre de 2016    |
| Fase de eliminación directa | Final              | APD        | 19 de noviembre de 2016     | 26 de noviembre de 2016     |

## Fases de Clasificación

### Preliminar 1
| Equipo 1          | Resultado         | Equipo 2          |
| Zona Este de Asia | Zona Este de Asia | Zona Este de Asia |
| ----------------- | ----------------- | ----------------- |
| Mohun Bagan       | 3 - 1             | Tampines Rovers   |

### Preliminar 2
| Equipo 1                | Resultado              | Equipo 2           |
| Zona Este de Asia       | Zona Este de Asia      | Zona Este de Asia  |
| ----------------------- | ---------------------- | ------------------ |
| Hà Nội T&T              | 1 - 0                  | Kitchee            |
| Chonburi                | 3 - 2 (t. s.)          | Yangon United      |
| Shandong Luneng Taishan | 6 - 0                  | Mohun Bagan        |
| Muangthong United       | 0 - 0 (t. s.) (3-0 p.) | Johor Darul Takzim |

### Play-Off
| Equipo 1           | Resultado              | Equipo 2                |
| Zona Este de Asia  | Zona Este de Asia      | Zona Este de Asia       |
| ------------------ | ---------------------- | ----------------------- |
| Pohang Steelers    | 3 - 0                  | Hà Nội T&T              |
| Tokyo              | 9 - 0                  | Chonburi                |
| Adelaide United    | 1 - 2                  | Shandong Luneng Taishan |
| Shanghai SIPG      | 3 - 0                  | Muangthong United       |
| Zona Oeste de Asia |                        |                         |
| Al-Ittihad         | 2 - 0                  | Al-Wahdat               |
| Naft Tehran        | 0 - 2                  | El Jaish                |
| Bunyodkor          | 2 - 0                  | Al-Shabab               |
| Al-Jazira          | 2 - 2 (t. s.) (5-4 p.) | Al-Sadd                 |

## Fase de grupos
El sorteo de la fase de grupos se celebró el 10 de diciembre de 2015, 16:00 (UTC + 8), en el Hotel Hilton Petaling Jaya, en Kuala Lumpur, Malasia. Los 32 equipos fueron distribuidos en ocho grupos de cuatro clubes cada uno. Los equipos de la misma federación no pueden formar parte del mismo grupo.
En la fase de grupos, cada equipo jugará tanto de ida como vuelta todos contra todos. El primero y segundo de cada grupo avanzan a la ronda de 16.

### Grupo A
| Pos. | Equipo             | Pts. | PJ | G | E | P | GF | GC | Dif. | Clasificación    |
| ---- | ------------------ | ---- | -- | - | - | - | -- | -- | ---- | ---------------- |
| 1    | Lokomotiv Tashkent | 10   | 6  | 2 | 4 | 0 | 6  | 3  | +3   | Octavos de final |
| 2    | Al-Nasr            | 9    | 6  | 2 | 3 | 1 | 5  | 4  | +1   | Octavos de final |
| 3    | Al-Ittihad Jeddah  | 9    | 6  | 2 | 3 | 1 | 9  | 4  | +5   |                  |
| 4    | Sepahan            | 3    | 6  | 1 | 0 | 5 | 2  | 11 | −9   |                  |

 Fuente: AFC
| \| Fecha \| Estadio (Ciudad) \| Local \| Resultado \| Visitante \| \| --------------------- \| ------------------------------- \| ------------------ \| --------- \| ------------------ \| \| 23 de febrero de 2016 \| Estadio Lokomotiv, Taskent \| Lokomotiv Tashkent \| 1 - 1 \| Al-Ittihad Jeddah \| \| 23 de febrero de 2016 \| Estadio Foolad Shahr, Isfahán \| Sepahan \| 2 - 0 \| Al-Nasr \| \| 1 de marzo de 2016 \| King Abdullah Sports City, Yeda \| Al-Ittihad Jeddah \| 1 - 1 \| Lokomotiv Tashkent \| \| 1 de marzo de 2016 \| Estadio Al-Maktoum, Dubái \| Al-Nasr \| 2 - 0 \| Sepahan \| \| 15 de marzo de 2016 \| King Abdullah Sports City, Yeda \| Al-Ittihad Jeddah \| 1 - 2 \| Al-Nasr \| \| 15 de marzo de 2016 \| Estadio Foolad Shahr, Isfahán \| Sepahan \| 0 - 2 \| Lokomotiv Tashkent \| \| 6 de abril de 2016 \| Estadio Lokomotiv, Taskent \| Lokomotiv Tashkent \| 1 - 0 \| Sepahan \| \| 6 de abril de 2016 \| Estadio Al-Maktoum, Dubái \| Al-Nasr \| 0 - 0 \| Al-Ittihad Jeddah \| \| 20 de abril de 2016 \| King Abdullah Sports City, Yeda \| Al-Ittihad Jeddah \| 4 - 0 \| Sepahan \| \| 20 de abril de 2016 \| Estadio Al-Maktoum, Dubái \| Al-Nasr \| 1 - 1 \| Lokomotiv Tashkent \| \| 4 de mayo de 2016 \| Estadio Foolad Shahr, Isfahán \| Sepahan \| 0 - 2 \| Al-Ittihad Jeddah \| \| 4 de mayo de 2016 \| Estadio Lokomotiv, Taskent \| Lokomotiv Tashkent \| 0 - 0 \| Al-Nasr \| |                                 |                    |           |                    |
| Fecha | Estadio (Ciudad)                | Local              | Resultado | Visitante          |
| 23 de febrero de 2016 | Estadio Lokomotiv, Taskent      | Lokomotiv Tashkent | 1 - 1     | Al-Ittihad Jeddah  |
| 23 de febrero de 2016 | Estadio Foolad Shahr, Isfahán   | Sepahan            | 2 - 0     | Al-Nasr            |
| 1 de marzo de 2016 | King Abdullah Sports City, Yeda | Al-Ittihad Jeddah  | 1 - 1     | Lokomotiv Tashkent |
| 1 de marzo de 2016 | Estadio Al-Maktoum, Dubái       | Al-Nasr            | 2 - 0     | Sepahan            |
| 15 de marzo de 2016 | King Abdullah Sports City, Yeda | Al-Ittihad Jeddah  | 1 - 2     | Al-Nasr            |
| 15 de marzo de 2016 | Estadio Foolad Shahr, Isfahán   | Sepahan            | 0 - 2     | Lokomotiv Tashkent |
| 6 de abril de 2016 | Estadio Lokomotiv, Taskent      | Lokomotiv Tashkent | 1 - 0     | Sepahan            |
| 6 de abril de 2016 | Estadio Al-Maktoum, Dubái       | Al-Nasr            | 0 - 0     | Al-Ittihad Jeddah  |
| 20 de abril de 2016 | King Abdullah Sports City, Yeda | Al-Ittihad Jeddah  | 4 - 0     | Sepahan            |
| 20 de abril de 2016 | Estadio Al-Maktoum, Dubái       | Al-Nasr            | 1 - 1     | Lokomotiv Tashkent |
| 4 de mayo de 2016 | Estadio Foolad Shahr, Isfahán   | Sepahan            | 0 - 2     | Al-Ittihad Jeddah  |
| 4 de mayo de 2016 | Estadio Lokomotiv, Taskent      | Lokomotiv Tashkent | 0 - 0     | Al-Nasr            |

### Grupo B
| Pos. | Equipo    | Pts. | PJ | G | E | P | GF | GC | Dif. | Clasificación    |
| ---- | --------- | ---- | -- | - | - | - | -- | -- | ---- | ---------------- |
| 1    | Zob Ahan  | 14   | 6  | 4 | 2 | 0 | 12 | 2  | +10  | Octavos de final |
| 2    | Lekhwiya  | 9    | 6  | 2 | 3 | 1 | 7  | 2  | +5   | Octavos de final |
| 3    | Al-Nassr  | 5    | 6  | 1 | 2 | 3 | 5  | 14 | −9   |                  |
| 4    | Bunyodkor | 3    | 6  | 0 | 3 | 3 | 5  | 11 | −6   |                  |

 Fuente: AFC
| \| Fecha \| Estadio - Ciudad \| Local \| Resultado \| Visitante \| \| --------------------- \| ---------------------------------- \| ------------------ \| --------- \| ------------------ \| \| 23 de febrero de 2016 \| Estadio Abdullah bin Khalifa, Doha \| Lekhwiya \| 0 - 1 \| Zob Ahan \| \| 23 de febrero de 2016 \| Estadio Rey Fahd, Riad \| Al-Nassr \| 3 - 3 \| Bunyodkor Tashkent \| \| 1 de marzo de 2016 \| Estadio Bunyodkor, Taskent \| Bunyodkor Tashkent \| 0 - 1 \| Al-Nassr \| \| 1 de marzo de 2016 \| Estadio Foolad Shahr, Isfahán \| Zob Ahan \| 0 - 0 \| Lekhwiya \| \| 16 de marzo de 2016 \| Estadio Bunyodkor, Taskent \| Bunyodkor Tashkent \| 0 - 0 \| Zob Ahan \| \| 16 de marzo de 2016 \| Estadio Rey Fahd, Riad \| Al-Nassr \| 1 - 1 \| Lekhwiya \| \| 5 de abril de 2016 \| Estadio Foolad Shahr, Isfahán \| Zob Ahan \| 5 - 2 \| Bunyodkor Tashkent \| \| 5 de abril de 2016 \| Estadio Abdullah bin Khalifa, Doha \| Lekhwiya \| 4 - 0 \| Al-Nassr \| \| 20 de abril de 2016 \| Estadio Bunyodkor, Taskent \| Bunyodkor Tashkent \| 0 - 2 \| Lekhwiya \| \| 20 de abril de 2016 \| Estadio Foolad Shahr, Isfahán \| Zob Ahan \| 3 - 0 \| Al-Nassr \| \| 4 de mayo de 2016 \| Estadio Rey Fahd, Riad \| Al-Nassr \| 0 - 3 \| Zob Ahan \| \| 4 de mayo de 2016 \| Estadio Abdullah bin Khalifa, Doha \| Lekhwiya \| 0 - 0 \| Bunyodkor Tashkent \| |                                    |                    |           |                    |
| Fecha | Estadio - Ciudad                   | Local              | Resultado | Visitante          |
| 23 de febrero de 2016 | Estadio Abdullah bin Khalifa, Doha | Lekhwiya           | 0 - 1     | Zob Ahan           |
| 23 de febrero de 2016 | Estadio Rey Fahd, Riad             | Al-Nassr           | 3 - 3     | Bunyodkor Tashkent |
| 1 de marzo de 2016 | Estadio Bunyodkor, Taskent         | Bunyodkor Tashkent | 0 - 1     | Al-Nassr           |
| 1 de marzo de 2016 | Estadio Foolad Shahr, Isfahán      | Zob Ahan           | 0 - 0     | Lekhwiya           |
| 16 de marzo de 2016 | Estadio Bunyodkor, Taskent         | Bunyodkor Tashkent | 0 - 0     | Zob Ahan           |
| 16 de marzo de 2016 | Estadio Rey Fahd, Riad             | Al-Nassr           | 1 - 1     | Lekhwiya           |
| 5 de abril de 2016 | Estadio Foolad Shahr, Isfahán      | Zob Ahan           | 5 - 2     | Bunyodkor Tashkent |
| 5 de abril de 2016 | Estadio Abdullah bin Khalifa, Doha | Lekhwiya           | 4 - 0     | Al-Nassr           |
| 20 de abril de 2016 | Estadio Bunyodkor, Taskent         | Bunyodkor Tashkent | 0 - 2     | Lekhwiya           |
| 20 de abril de 2016 | Estadio Foolad Shahr, Isfahán      | Zob Ahan           | 3 - 0     | Al-Nassr           |
| 4 de mayo de 2016 | Estadio Rey Fahd, Riad             | Al-Nassr           | 0 - 3     | Zob Ahan           |
| 4 de mayo de 2016 | Estadio Abdullah bin Khalifa, Doha | Lekhwiya           | 0 - 0     | Bunyodkor Tashkent |

### Grupo C
| Pos. | Equipo       | Pts. | PJ | G | E | P | GF | GC | Dif. | Clasificación    |
| ---- | ------------ | ---- | -- | - | - | - | -- | -- | ---- | ---------------- |
| 1    | Tractor Sazi | 12   | 6  | 4 | 0 | 2 | 10 | 3  | +7   | Octavos de final |
| 2    | Al-Hilal     | 11   | 6  | 3 | 2 | 1 | 10 | 7  | +3   | Octavos de final |
| 3    | Pakhtakor    | 10   | 6  | 3 | 1 | 2 | 10 | 9  | +1   |                  |
| 4    | Al-Jazira    | 1    | 6  | 0 | 1 | 5 | 2  | 13 | −11  |                  |

 Fuente: AFC
| \| Fecha \| Estadio - Ciudad \| Local \| Resultado \| Visitante \| \| --------------------- \| -------------------------------------- \| ------------------ \| --------- \| ------------------ \| \| 24 de febrero de 2016 \| Estadio Pakhtakor Markaziy, Taskent \| Pakhtakor Tashkent \| 2 - 2 \| Al-Hilal \| \| 24 de febrero de 2016 \| Estadio Yadegar-e-Emam, Tabriz \| Tractor Sazi \| 4 - 0 \| Al-Jazira \| \| 2 de marzo de 2016 \| Estadio Mohammed bin Zayed, Abu Dabi \| Al-Jazira \| 0 - 1 \| Tractor Sazi \| \| 2 de marzo de 2016 \| Estadio Príncipe Faisal bin Fahd, Riad \| Al-Hilal \| 4 - 1 \| Pakhtakor Tashkent \| \| 15 de marzo de 2016 \| Estadio Mohammed bin Zayed, Abu Dabi \| Al-Jazira \| 1 - 1 \| Al-Hilal \| \| 15 de marzo de 2016 \| Estadio Pakhtakor Markaziy, Taskent \| Pakhtakor Tashkent \| 1 - 0 \| Tractor Sazi \| \| 6 de abril de 2016 \| Estadio Yadegar-e-Emam, Tabriz \| Tractor Sazi \| 2 - 0 \| Pakhtakor Tashkent \| \| 6 de abril de 2016 \| Estadio Príncipe Faisal bin Fahd, Riad \| Al-Hilal \| 1 - 0 \| Al-Jazira \| \| 19 de abril de 2016 \| Estadio Mohammed bin Zayed, Abu Dabi \| Al-Jazira \| 1 - 3 \| Pakhtakor Tashkent \| \| 19 de abril de 2016 \| Estadio Jassim Bin Hamad, Doha (Catar) \| Al-Hilal \| 0 - 2 \| Tractor Sazi \| \| 3 de mayo de 2016 \| Estadio Pakhtakor Markaziy, Taskent \| Pakhtakor Tashkent \| 3 - 0 \| Al-Jazira \| \| 3 de mayo de 2016 \| CD Sultan Qaboos, Mascate, (Omán) \| Tractor Sazi \| 1 - 2 \| Al-Hilal \| |                                        |                    |           |                    |
| Fecha | Estadio - Ciudad                       | Local              | Resultado | Visitante          |
| 24 de febrero de 2016 | Estadio Pakhtakor Markaziy, Taskent    | Pakhtakor Tashkent | 2 - 2     | Al-Hilal           |
| 24 de febrero de 2016 | Estadio Yadegar-e-Emam, Tabriz         | Tractor Sazi       | 4 - 0     | Al-Jazira          |
| 2 de marzo de 2016 | Estadio Mohammed bin Zayed, Abu Dabi   | Al-Jazira          | 0 - 1     | Tractor Sazi       |
| 2 de marzo de 2016 | Estadio Príncipe Faisal bin Fahd, Riad | Al-Hilal           | 4 - 1     | Pakhtakor Tashkent |
| 15 de marzo de 2016 | Estadio Mohammed bin Zayed, Abu Dabi   | Al-Jazira          | 1 - 1     | Al-Hilal           |
| 15 de marzo de 2016 | Estadio Pakhtakor Markaziy, Taskent    | Pakhtakor Tashkent | 1 - 0     | Tractor Sazi       |
| 6 de abril de 2016 | Estadio Yadegar-e-Emam, Tabriz         | Tractor Sazi       | 2 - 0     | Pakhtakor Tashkent |
| 6 de abril de 2016 | Estadio Príncipe Faisal bin Fahd, Riad | Al-Hilal           | 1 - 0     | Al-Jazira          |
| 19 de abril de 2016 | Estadio Mohammed bin Zayed, Abu Dabi   | Al-Jazira          | 1 - 3     | Pakhtakor Tashkent |
| 19 de abril de 2016 | Estadio Jassim Bin Hamad, Doha (Catar) | Al-Hilal           | 0 - 2     | Tractor Sazi       |
| 3 de mayo de 2016 | Estadio Pakhtakor Markaziy, Taskent    | Pakhtakor Tashkent | 3 - 0     | Al-Jazira          |
| 3 de mayo de 2016 | CD Sultan Qaboos, Mascate, (Omán)      | Tractor Sazi       | 1 - 2     | Al-Hilal           |

### Grupo D
| Pos. | Equipo       | Pts. | PJ | G | E | P | GF | GC | Dif. | Clasificación    |
| ---- | ------------ | ---- | -- | - | - | - | -- | -- | ---- | ---------------- |
| 1    | El Jaish     | 10   | 6  | 3 | 1 | 2 | 6  | 8  | −2   | Octavos de final |
| 2    | Al-Ain       | 10   | 6  | 3 | 1 | 2 | 8  | 6  | +2   | Octavos de final |
| 3    | Al-Ahli      | 9    | 6  | 3 | 0 | 3 | 10 | 7  | +3   |                  |
| 4    | Nasaf Qarshi | 5    | 6  | 1 | 2 | 3 | 4  | 7  | −3   |                  |

 Fuente: AFC
| \| Fecha \| Estadio - Ciudad \| Local \| Resultado \| Visitante \| \| --------------------- \| ---------------------------------- \| -------------- \| --------- \| -------------- \| \| 24 de febrero de 2016 \| Estadio Hazza Bin Zayed, Al Ain \| Al-Ain \| 1 - 2 \| El-Jaish \| \| 24 de febrero de 2016 \| King Abdullah Sports City, Yeda \| Al-Ahli Jeddah \| 2 - 1 \| Nasaf Qarshi \| \| 2 de marzo de 2016 \| Estadio Abdullah bin Khalifa, Doha \| El-Jaish \| 2 - 1 \| Al-Ain \| \| 2 de marzo de 2016 \| Markaziy Stadium, Qarshi \| Nasaf Qarshi \| 2 - 1 \| Al-Ahli Jeddah \| \| 16 de marzo de 2016 \| Estadio Abdullah bin Khalifa, Doha \| El-Jaish \| 1 - 0 \| Nasaf Qarshi \| \| 16 de marzo de 2016 \| Estadio Hazza Bin Zayed, Al Ain \| Al-Ain \| 1 - 0 \| Al-Ahli Jeddah \| \| 5 de abril de 2016 \| Markaziy Stadium, Qarshi \| Nasaf Qarshi \| 0 - 0 \| El-Jaish \| \| 5 de abril de 2016 \| King Abdullah Sports City, Yeda \| Al-Ahli Jeddah \| 1 - 2 \| Al-Ain \| \| 19 de abril de 2016 \| Estadio Abdullah bin Khalifa, Doha \| El-Jaish \| 1 - 4 \| Al-Ahli Jeddah \| \| 19 de abril de 2016 \| Markaziy Stadium, Qarshi \| Nasaf Qarshi \| 1 - 1 \| Al-Ain \| \| 3 de mayo de 2016 \| Estadio Hazza Bin Zayed, Al Ain \| Al-Ain \| 2 - 0 \| Nasaf Qarshi \| \| 3 de mayo de 2016 \| King Abdullah Sports City, Yeda \| Al-Ahli Jeddah \| 2 - 0 \| El-Jaish \| |                                    |                |           |                |
| Fecha | Estadio - Ciudad                   | Local          | Resultado | Visitante      |
| 24 de febrero de 2016 | Estadio Hazza Bin Zayed, Al Ain    | Al-Ain         | 1 - 2     | El-Jaish       |
| 24 de febrero de 2016 | King Abdullah Sports City, Yeda    | Al-Ahli Jeddah | 2 - 1     | Nasaf Qarshi   |
| 2 de marzo de 2016 | Estadio Abdullah bin Khalifa, Doha | El-Jaish       | 2 - 1     | Al-Ain         |
| 2 de marzo de 2016 | Markaziy Stadium, Qarshi           | Nasaf Qarshi   | 2 - 1     | Al-Ahli Jeddah |
| 16 de marzo de 2016 | Estadio Abdullah bin Khalifa, Doha | El-Jaish       | 1 - 0     | Nasaf Qarshi   |
| 16 de marzo de 2016 | Estadio Hazza Bin Zayed, Al Ain    | Al-Ain         | 1 - 0     | Al-Ahli Jeddah |
| 5 de abril de 2016 | Markaziy Stadium, Qarshi           | Nasaf Qarshi   | 0 - 0     | El-Jaish       |
| 5 de abril de 2016 | King Abdullah Sports City, Yeda    | Al-Ahli Jeddah | 1 - 2     | Al-Ain         |
| 19 de abril de 2016 | Estadio Abdullah bin Khalifa, Doha | El-Jaish       | 1 - 4     | Al-Ahli Jeddah |
| 19 de abril de 2016 | Markaziy Stadium, Qarshi           | Nasaf Qarshi   | 1 - 1     | Al-Ain         |
| 3 de mayo de 2016 | Estadio Hazza Bin Zayed, Al Ain    | Al-Ain         | 2 - 0     | Nasaf Qarshi   |
| 3 de mayo de 2016 | King Abdullah Sports City, Yeda    | Al-Ahli Jeddah | 2 - 0     | El-Jaish       |

### Grupo E
| Pos. | Equipo                 | Pts. | PJ | G | E | P | GF | GC | Dif. | Clasificación    |
| ---- | ---------------------- | ---- | -- | - | - | - | -- | -- | ---- | ---------------- |
| 1    | Jeonbuk Hyundai Motors | 10   | 6  | 3 | 1 | 2 | 13 | 9  | +4   | Octavos de final |
| 2    | FC Tokyo               | 10   | 6  | 3 | 1 | 2 | 8  | 8  | 0    | Octavos de final |
| 3    | Jiangsu Suning         | 9    | 6  | 2 | 3 | 1 | 10 | 7  | +3   |                  |
| 4    | Becamex Bình Dương     | 4    | 6  | 1 | 1 | 4 | 6  | 13 | −7   |                  |

 Fuente: AFC
| \| Fecha \| Estadio - Ciudad \| Local \| Resultado \| Visitante \| \| --------------------- \| ------------------------------------- \| ---------------------- \| --------- \| ---------------------- \| \| 23 de febrero de 2016 \| Estadio Mundialista de Jeonju, Jeonju \| Jeonbuk Hyundai Motors \| 2 - 1 \| FC Tokyo \| \| 23 de febrero de 2016 \| Estadio Gò Đậu, Thủ Dầu Một \| Bình Duong \| 1 - 1 \| Jiangsu Sainty \| \| 1 de marzo de 2016 \| Estadio Ajinomoto, Tokio \| FC Tokyo \| 3 - 1 \| Bình Duong \| \| 1 de marzo de 2016 \| Centro Deportivo Olímpico, Nankín \| Jiangsu Sainty \| 3 - 2 \| Jeonbuk Hyundai Motors \| \| 15 de marzo de 2016 \| Estadio Ajinomoto, Tokio \| FC Tokyo \| 0 - 0 \| Jiangsu Sainty \| \| 15 de marzo de 2016 \| Estadio Mundialista de Jeonju, Jeonju \| Jeonbuk Hyundai Motors \| 2 - 0 \| Bình Duong \| \| 6 de abril de 2016 \| Estadio Gò Đậu, Thủ Dầu Một \| Bình Duong \| 3 - 2 \| Jeonbuk Hyundai Motors \| \| 6 de abril de 2016 \| Centro Deportivo Olímpico, Nankín \| Jiangsu Sainty \| 1 - 2 \| FC Tokyo \| \| 20 de abril de 2016 \| Estadio Ajinomoto, Tokio \| FC Tokyo \| 0 - 3 \| Jeonbuk Hyundai Motors \| \| 20 de abril de 2016 \| Centro Deportivo Olímpico, Nankín \| Jiangsu Sainty \| 3 - 0 \| Bình Duong \| \| 4 de mayo de 2016 \| Estadio Mundialista de Jeonju, Jeonju \| Jeonbuk Hyundai Motors \| 2 - 2 \| Jiangsu Sainty \| \| 4 de mayo de 2016 \| Estadio Gò Đậu, Thủ Dầu Một \| Bình Duong \| 1 - 2 \| FC Tokyo \| |                                       |                        |           |                        |
| Fecha | Estadio - Ciudad                      | Local                  | Resultado | Visitante              |
| 23 de febrero de 2016 | Estadio Mundialista de Jeonju, Jeonju | Jeonbuk Hyundai Motors | 2 - 1     | FC Tokyo               |
| 23 de febrero de 2016 | Estadio Gò Đậu, Thủ Dầu Một           | Bình Duong             | 1 - 1     | Jiangsu Sainty         |
| 1 de marzo de 2016 | Estadio Ajinomoto, Tokio              | FC Tokyo               | 3 - 1     | Bình Duong             |
| 1 de marzo de 2016 | Centro Deportivo Olímpico, Nankín     | Jiangsu Sainty         | 3 - 2     | Jeonbuk Hyundai Motors |
| 15 de marzo de 2016 | Estadio Ajinomoto, Tokio              | FC Tokyo               | 0 - 0     | Jiangsu Sainty         |
| 15 de marzo de 2016 | Estadio Mundialista de Jeonju, Jeonju | Jeonbuk Hyundai Motors | 2 - 0     | Bình Duong             |
| 6 de abril de 2016 | Estadio Gò Đậu, Thủ Dầu Một           | Bình Duong             | 3 - 2     | Jeonbuk Hyundai Motors |
| 6 de abril de 2016 | Centro Deportivo Olímpico, Nankín     | Jiangsu Sainty         | 1 - 2     | FC Tokyo               |
| 20 de abril de 2016 | Estadio Ajinomoto, Tokio              | FC Tokyo               | 0 - 3     | Jeonbuk Hyundai Motors |
| 20 de abril de 2016 | Centro Deportivo Olímpico, Nankín     | Jiangsu Sainty         | 3 - 0     | Bình Duong             |
| 4 de mayo de 2016 | Estadio Mundialista de Jeonju, Jeonju | Jeonbuk Hyundai Motors | 2 - 2     | Jiangsu Sainty         |
| 4 de mayo de 2016 | Estadio Gò Đậu, Thủ Dầu Một           | Bình Duong             | 1 - 2     | FC Tokyo               |

### Grupo F
| Pos. | Equipo              | Pts. | PJ | G | E | P | GF | GC | Dif. | Clasificación    |
| ---- | ------------------- | ---- | -- | - | - | - | -- | -- | ---- | ---------------- |
| 1    | FC Seoul            | 13   | 6  | 4 | 1 | 1 | 17 | 5  | +12  | Octavos de final |
| 2    | Shandong Luneng     | 11   | 6  | 3 | 2 | 1 | 7  | 5  | +2   | Octavos de final |
| 3    | Sanfrecce Hiroshima | 9    | 6  | 3 | 0 | 3 | 9  | 8  | +1   |                  |
| 4    | Buriram United      | 1    | 6  | 0 | 1 | 5 | 1  | 16 | −15  |                  |

 Fuente: AFC
| \| Fecha \| Estadio - Ciudad \| Local \| Resultado \| Visitante \| \| --------------------- \| ------------------------------------ \| ----------------------- \| --------- \| ----------------------- \| \| 23 de febrero de 2016 \| Estadio del Gran Arco, Hiroshima \| Sanfrecce Hiroshima \| 1 - 2 \| Shandong Luneng Taishan \| \| 23 de febrero de 2016 \| Estadio New I-Mobile, Buriram \| Buriram United \| 0 - 6 \| FC Seoul \| \| 1 de marzo de 2016 \| Olympic Sports Center Stadium, Jinan \| Shandong Luneng Taishan \| 3 - 0 \| Buriram United \| \| 1 de marzo de 2016 \| Estadio Mundialista de Seúl, Seúl \| FC Seoul \| 4 - 1 \| Sanfrecce Hiroshima \| \| 16 de marzo de 2016 \| Olympic Sports Center Stadium, Jinan \| Shandong Luneng Taishan \| 1 - 4 \| FC Seoul \| \| 16 de marzo de 2016 \| Estadio del Gran Arco, Hiroshima \| Sanfrecce Hiroshima \| 3 - 0 \| Buriram United \| \| 5 de abril de 2016 \| Estadio Mundialista de Seúl, Seúl \| FC Seoul \| 0 - 0 \| Shandong Luneng Taishan \| \| 5 de abril de 2016 \| Estadio New I-Mobile, Buriram \| Buriram United \| 0 - 2 \| Sanfrecce Hiroshima \| \| 20 de abril de 2016 \| Olympic Sports Center Stadium, Jinan \| Shandong Luneng Taishan \| 1 - 0 \| Sanfrecce Hiroshima \| \| 20 de abril de 2016 \| Estadio Mundialista de Seúl, Seúl \| FC Seoul \| 2 - 1 \| Buriram United \| \| 4 de mayo de 2016 \| Estadio del Gran Arco, Hiroshima \| Sanfrecce Hiroshima \| 2 - 1 \| FC Seoul \| \| 4 de mayo de 2016 \| Estadio New I-Mobile, Buriram \| Buriram United \| 0 - 0 \| Shandong Luneng Taishan \| |                                      |                         |           |                         |
| Fecha | Estadio - Ciudad                     | Local                   | Resultado | Visitante               |
| 23 de febrero de 2016 | Estadio del Gran Arco, Hiroshima     | Sanfrecce Hiroshima     | 1 - 2     | Shandong Luneng Taishan |
| 23 de febrero de 2016 | Estadio New I-Mobile, Buriram        | Buriram United          | 0 - 6     | FC Seoul                |
| 1 de marzo de 2016 | Olympic Sports Center Stadium, Jinan | Shandong Luneng Taishan | 3 - 0     | Buriram United          |
| 1 de marzo de 2016 | Estadio Mundialista de Seúl, Seúl    | FC Seoul                | 4 - 1     | Sanfrecce Hiroshima     |
| 16 de marzo de 2016 | Olympic Sports Center Stadium, Jinan | Shandong Luneng Taishan | 1 - 4     | FC Seoul                |
| 16 de marzo de 2016 | Estadio del Gran Arco, Hiroshima     | Sanfrecce Hiroshima     | 3 - 0     | Buriram United          |
| 5 de abril de 2016 | Estadio Mundialista de Seúl, Seúl    | FC Seoul                | 0 - 0     | Shandong Luneng Taishan |
| 5 de abril de 2016 | Estadio New I-Mobile, Buriram        | Buriram United          | 0 - 2     | Sanfrecce Hiroshima     |
| 20 de abril de 2016 | Olympic Sports Center Stadium, Jinan | Shandong Luneng Taishan | 1 - 0     | Sanfrecce Hiroshima     |
| 20 de abril de 2016 | Estadio Mundialista de Seúl, Seúl    | FC Seoul                | 2 - 1     | Buriram United          |
| 4 de mayo de 2016 | Estadio del Gran Arco, Hiroshima     | Sanfrecce Hiroshima     | 2 - 1     | FC Seoul                |
| 4 de mayo de 2016 | Estadio New I-Mobile, Buriram        | Buriram United          | 0 - 0     | Shandong Luneng Taishan |

### Grupo G
| Pos. | Equipo                  | Pts. | PJ | G | E | P | GF | GC | Dif. | Clasificación    |
| ---- | ----------------------- | ---- | -- | - | - | - | -- | -- | ---- | ---------------- |
| 1    | Shanghai SIPG           | 12   | 6  | 4 | 0 | 2 | 10 | 8  | +2   | Octavos de final |
| 2    | Melbourne Victory       | 9    | 6  | 2 | 3 | 1 | 7  | 7  | 0    | Octavos de final |
| 3    | Suwon Samsung Bluewings | 9    | 6  | 2 | 3 | 1 | 7  | 4  | +3   |                  |
| 4    | Gamba Osaka             | 2    | 6  | 0 | 2 | 4 | 4  | 9  | −5   |                  |

 Fuente: AFC
| \| Fecha \| Estadio - Ciudad \| Local \| Resultado \| Visitante \| \| --------------------- \| ------------------------------ \| ----------------------- \| --------- \| ----------------------- \| \| 24 de febrero de 2016 \| Estadio Rectangular, Melbourne \| Melbourne Victory \| 2 - 1 \| Shanghai SIPG \| \| 24 de febrero de 2016 \| Estadio Mundialista, Suwon \| Suwon Samsung Bluewings \| 0 - 0 \| Gamba Osaka \| \| 2 de marzo de 2016 \| Estadio de Fútbol, Suita \| Gamba Osaka \| 1 - 1 \| Melbourne Victory \| \| 2 de marzo de 2016 \| Estadio de Shanghái, Shanghái \| Shanghai SIPG \| 2 - 1 \| Suwon Samsung Bluewings \| \| 15 de marzo de 2016 \| Estadio Rectangular, Melbourne \| Melbourne Victory \| 0 - 0 \| Suwon Samsung Bluewings \| \| 15 de marzo de 2016 \| Estadio de Shanghái, Shanghái \| Shanghai SIPG \| 2 - 1 \| Gamba Osaka \| \| 6 de abril de 2016 \| Estadio Mundialista, Suwon \| Suwon Samsung Bluewings \| 1 - 1 \| Melbourne Victory \| \| 6 de abril de 2016 \| Estadio de Fútbol, Suita \| Gamba Osaka \| 0 - 2 \| Shanghai SIPG \| \| 19 de abril de 2016 \| Estadio de Shanghái, Shanghái \| Shanghai SIPG \| 3 - 1 \| Melbourne Victory \| \| 19 de abril de 2016 \| Estadio de Fútbol, Suita \| Gamba Osaka \| 1 - 2 \| Suwon Samsung Bluewings \| \| 3 de mayo de 2016 \| Estadio Rectangular, Melbourne \| Melbourne Victory \| 2 - 1 \| Gamba Osaka \| \| 3 de mayo de 2016 \| Estadio Mundialista, Suwon \| Suwon Samsung Bluewings \| 3 - 0 \| Shanghai SIPG \| |                                |                         |           |                         |
| Fecha | Estadio - Ciudad               | Local                   | Resultado | Visitante               |
| 24 de febrero de 2016 | Estadio Rectangular, Melbourne | Melbourne Victory       | 2 - 1     | Shanghai SIPG           |
| 24 de febrero de 2016 | Estadio Mundialista, Suwon     | Suwon Samsung Bluewings | 0 - 0     | Gamba Osaka             |
| 2 de marzo de 2016 | Estadio de Fútbol, Suita       | Gamba Osaka             | 1 - 1     | Melbourne Victory       |
| 2 de marzo de 2016 | Estadio de Shanghái, Shanghái  | Shanghai SIPG           | 2 - 1     | Suwon Samsung Bluewings |
| 15 de marzo de 2016 | Estadio Rectangular, Melbourne | Melbourne Victory       | 0 - 0     | Suwon Samsung Bluewings |
| 15 de marzo de 2016 | Estadio de Shanghái, Shanghái  | Shanghai SIPG           | 2 - 1     | Gamba Osaka             |
| 6 de abril de 2016 | Estadio Mundialista, Suwon     | Suwon Samsung Bluewings | 1 - 1     | Melbourne Victory       |
| 6 de abril de 2016 | Estadio de Fútbol, Suita       | Gamba Osaka             | 0 - 2     | Shanghai SIPG           |
| 19 de abril de 2016 | Estadio de Shanghái, Shanghái  | Shanghai SIPG           | 3 - 1     | Melbourne Victory       |
| 19 de abril de 2016 | Estadio de Fútbol, Suita       | Gamba Osaka             | 1 - 2     | Suwon Samsung Bluewings |
| 3 de mayo de 2016 | Estadio Rectangular, Melbourne | Melbourne Victory       | 2 - 1     | Gamba Osaka             |
| 3 de mayo de 2016 | Estadio Mundialista, Suwon     | Suwon Samsung Bluewings | 3 - 0     | Shanghai SIPG           |

### Grupo H
| Pos. | Equipo               | Pts. | PJ | G | E | P | GF | GC | Dif. | Clasificación    |
| ---- | -------------------- | ---- | -- | - | - | - | -- | -- | ---- | ---------------- |
| 1    | Sydney FC            | 10   | 6  | 3 | 1 | 2 | 4  | 4  | 0    | Octavos de final |
| 2    | Urawa Red Diamonds   | 9    | 6  | 2 | 3 | 1 | 6  | 4  | +2   | Octavos de final |
| 3    | Guangzhou Evergrande | 8    | 6  | 2 | 2 | 2 | 6  | 5  | +1   |                  |
| 4    | Pohang Steelers      | 5    | 6  | 1 | 2 | 3 | 2  | 5  | −3   |                  |

 Fuente: AFC
| \| Fecha \| Estadio - Ciudad \| Local \| Resultado \| Visitante \| \| --------------------- \| ------------------------------- \| -------------------- \| --------- \| -------------------- \| \| 24 de febrero de 2016 \| Estadio de Saitama, Saitama \| Urawa Red Diamonds \| 2 - 0 \| Sydney FC \| \| 24 de febrero de 2016 \| Estadio Tianhe, Guangzhou \| Guangzhou Evergrande \| 0 - 0 \| Pohang Steelers \| \| 2 de marzo de 2016 \| Sydney Football Stadium, Sídney \| Sydney FC \| 2 - 1 \| Guangzhou Evergrande \| \| 2 de marzo de 2016 \| Pohang Steel Yard, Pohang \| Pohang Steelers \| 1 - 0 \| Urawa Red Diamonds \| \| 16 de marzo de 2016 \| Pohang Steel Yard, Pohang \| Pohang Steelers \| 0 - 1 \| Sydney FC \| \| 16 de marzo de 2016 \| Estadio Tianhe, Guangzhou \| Guangzhou Evergrande \| 2 - 2 \| Urawa Red Diamonds \| \| 5 de abril de 2016 \| Sydney Football Stadium, Sídney \| Sydney FC \| 1 - 0 \| Pohang Steelers \| \| 5 de abril de 2016 \| Estadio de Saitama, Saitama \| Urawa Red Diamonds \| 1 - 0 \| Guangzhou Evergrande \| \| 19 de abril de 2016 \| Sydney Football Stadium, Sídney \| Sydney FC \| 0 - 0 \| Urawa Red Diamonds \| \| 19 de abril de 2016 \| Pohang Steel Yard, Pohang \| Pohang Steelers \| 0 - 2 \| Guangzhou Evergrande \| \| 3 de mayo de 2016 \| Estadio Tianhe, Guangzhou \| Guangzhou Evergrande \| 1 - 0 \| Sydney FC \| \| 3 de mayo de 2016 \| Estadio de Saitama, Saitama \| Urawa Red Diamonds \| 1 - 1 \| Pohang Steelers \| |                                 |                      |           |                      |
| Fecha | Estadio - Ciudad                | Local                | Resultado | Visitante            |
| 24 de febrero de 2016 | Estadio de Saitama, Saitama     | Urawa Red Diamonds   | 2 - 0     | Sydney FC            |
| 24 de febrero de 2016 | Estadio Tianhe, Guangzhou       | Guangzhou Evergrande | 0 - 0     | Pohang Steelers      |
| 2 de marzo de 2016 | Sydney Football Stadium, Sídney | Sydney FC            | 2 - 1     | Guangzhou Evergrande |
| 2 de marzo de 2016 | Pohang Steel Yard, Pohang       | Pohang Steelers      | 1 - 0     | Urawa Red Diamonds   |
| 16 de marzo de 2016 | Pohang Steel Yard, Pohang       | Pohang Steelers      | 0 - 1     | Sydney FC            |
| 16 de marzo de 2016 | Estadio Tianhe, Guangzhou       | Guangzhou Evergrande | 2 - 2     | Urawa Red Diamonds   |
| 5 de abril de 2016 | Sydney Football Stadium, Sídney | Sydney FC            | 1 - 0     | Pohang Steelers      |
| 5 de abril de 2016 | Estadio de Saitama, Saitama     | Urawa Red Diamonds   | 1 - 0     | Guangzhou Evergrande |
| 19 de abril de 2016 | Sydney Football Stadium, Sídney | Sydney FC            | 0 - 0     | Urawa Red Diamonds   |
| 19 de abril de 2016 | Pohang Steel Yard, Pohang       | Pohang Steelers      | 0 - 2     | Guangzhou Evergrande |
| 3 de mayo de 2016 | Estadio Tianhe, Guangzhou       | Guangzhou Evergrande | 1 - 0     | Sydney FC            |
| 3 de mayo de 2016 | Estadio de Saitama, Saitama     | Urawa Red Diamonds   | 1 - 1     | Pohang Steelers      |